# Kvarteret Rosenbad

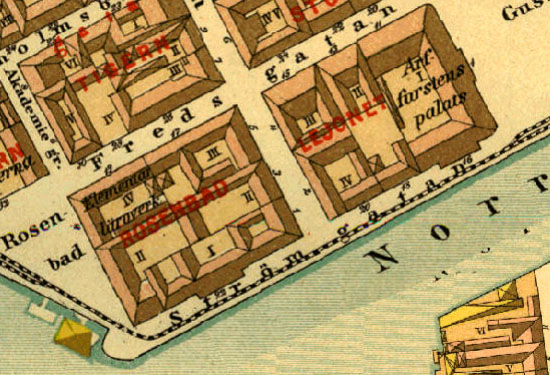
Kvarteren Rosenbad och Lejonet 1885.

Rosenbad är ett kvarter på Norrmalm i centrala Stockholm. Kvarteret omges av Fredsgatan i norr, Drottninggatan i öster, Strömgatan i söder och Rosenbadsparken i väster. Kvarteret Rosenbad är ett av Stockholms regeringskvarter.

## Historik
Namnet Rosenbad går tillbaka till slutet av 1600-talet då ett badhus låg här som drevs av Kristoffer Thiel. Utöver vanliga karbad erbjöds också "rosenbad" eller "brudbad". Kvarteret är känt som plats för regeringskansliets byggnad Rosenbad som ligger huvudsakligen mot Strömgatan, på kvarterets södra sida. 
Även mot norr och Fredsgatan tillkom nya byggnader kring sekelskiftet 1900. På Fredsgatan 9 uppfördes ett bankhus 1894–1897 för Stockholms stads sparbank och på nummer 7 restes 1897–1900 Skånebankens Stockholmskontor efter ritningar av Gustaf Wickman. Båda fastigheterna togs över av Regeringskansliet på 1970-talet och renoverades under ledning av arkitekt Anders Tengbom.

## Byggnader i urval

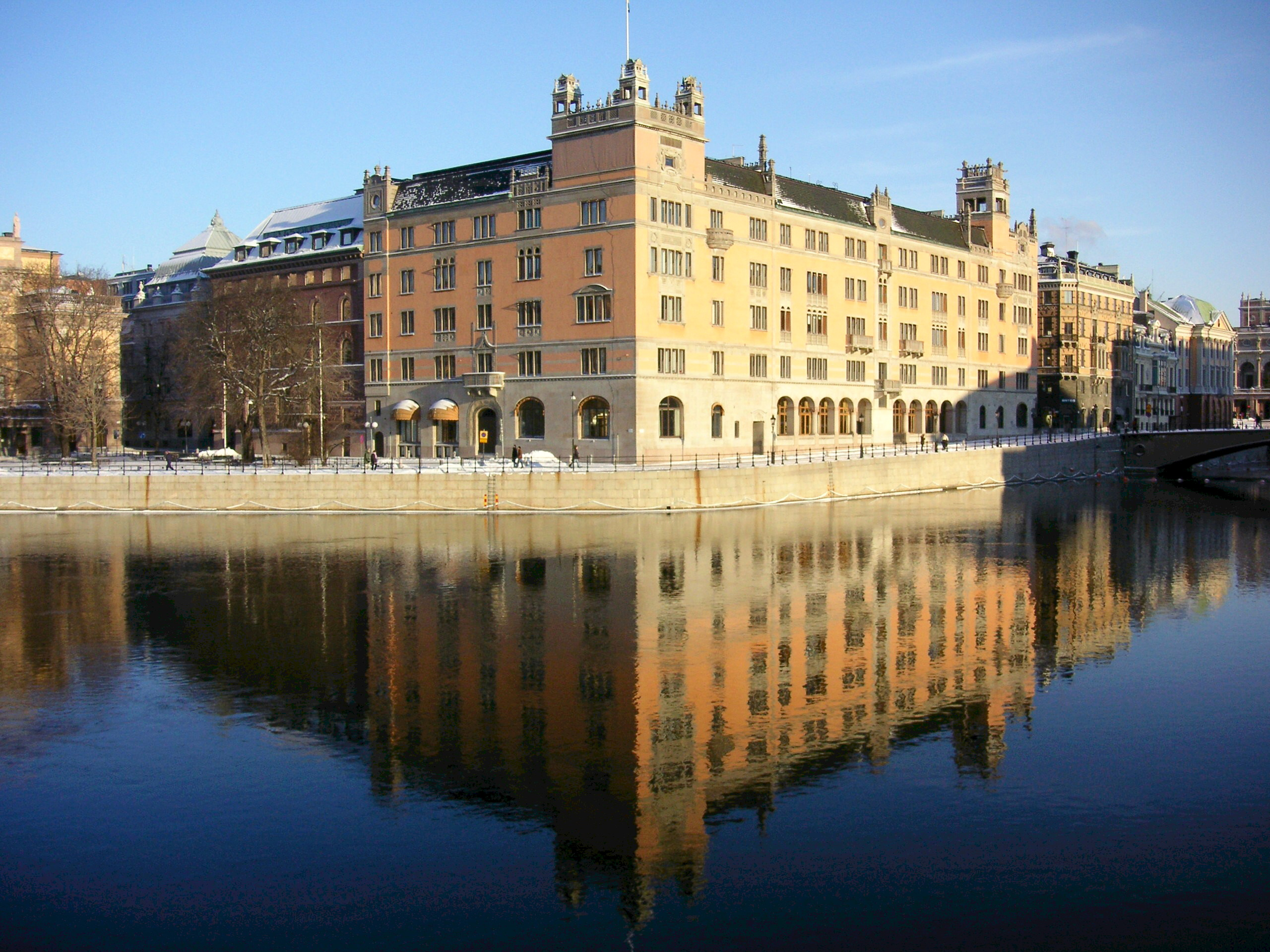
Rosenbad sedd över Norrström.

- Bondeska palatset (uppfört 1798, rivet 1899)
- Hildebrandska husen (rivna)
- Fredsgatan 9 (uppfört 1894–1897)
  - Tennstopet (1867–1893)
- Skånebankens Stockholmskontor (uppfört 1897–1900)
- Rosenbad (uppfört 1902)
  - Restaurang Rosenbad (stängde 1956)